# 2004 год в телевидении
Список 2004 год в телевидении описывает события в мире телевидения, произошедшие в 2004 году.

## Январь
- 1 января
  - Смена логотипа на «ТВЦ», все квадраты в логотипе были зажжены.
  - Последний день вещания екатеринбургского телеканала «АСВ».
  - Переименование пермского телеканала «TV Maxima» в «СТС-Пермь».
- 5 января — Португальский телеканал «RTP2» уступает своё место новому телеканалу под названием «2:».
- 12 января — Смена логотипа на «7ТВ».
- 13 января — Смена логотипа и оформления на «Третьем канале».
- 19 января — Смена оформления на «Первом канале».

## Февраль
- 2 февраля
  - Смена оформления канала «ТВЦ».
  - Смена оформления российского телеканала «REN-TV»
- 9 февраля — Вторая смена логотипа на российском телеканале «ТВЦ», он уменьшился приблизительно в 1,5 раза.
- 16 февраля — Повторная смена оформления канала «СТС».
- 23 февраля — Начало вещания в Липецкой области местного регионального телеканала «Липецкое время».

## Март
- 1 марта
  - Смена оформления на «Первом канале».
  - Начало вещания комсомольской версии первого развлекательного телеканала «СТС-на-Амуре».
- 7 марта — «Первый канал» завершил показ телесериала «Твинисы».
- 9 марта — Смена оформления российского телеканала «Россия».
- 12 марта — На «Первом канале» начался четвёртый сезон вечернего вокально-музыкального реалити-шоу «Фабрика звёзд».

## Апрель
- 1 апреля — Смена логотипа и названия петербургского «ТРК Петербург» в «Петербург — 5 канал».
- 2 апреля — В эфир телеканала «Петербург — 5 канал» выходит игра «Супермаркет» (позже — «Гипермаркет»).
- 5 апреля — Повторная смена оформления канала «Россия».
- 17 апреля — Смена оформления российского «Первого канала».
- 19 апреля — Начало вещания республиканского телеканала в Дагестане «РГВК Дагестан».
- 24 апреля — Полномасштабный ребрендинг украинского телеканала «ТЕТ». С этого дня в эфире телеканала были представлены разные жанры телевизионных развлечений: реалити-шоу, ток-шоу, телесериалы, юмористические программы, мультфильмы, спортивные трансляции.

## Май
- 11 мая — На российском телеканале «ТНТ» появилось самое скандальное длительное реалити-шоу в истории «Дом-2», которое является продолжением телепроекта «Дом».
- 17 мая — На телеканале «Россия» состоялась премьера российского мультсериала «Смешарики» в передаче «Спокойной ночи, малыши».
- 20 мая — Впервые за 15 лет телеканал «IDB1» меняет логотип, в очередной раз и оформление, затем переименовывается в «ID».
- 24 мая — Курганский телеканал «Гриф Медиа» создал официальное вещание.
- 30 мая — На «НТВ» вышел последний выпуск программы «Намедни», после чего Леонид Парфёнов был уволен с «НТВ», а сама программа была закрыта.

## Июнь
- 1 июня
  - Начало вещания российского музыкального телеканала «Music Box»[1].
  - Начало показа российского мультсериала «Смешарики» на СТС.
  - Смена логотипа украинского «Нового канала».
  - Закрытие новосибирского телеканала «МКС+» и начало на его месте нового новосибирского телеканала «Форпост-Медиа».
- 7 июня — Смена логотипа нижегородского телеканала «Стрежень».
- 14 июня
  - Смена логотипа американского телеканала «Cartoon Network».
  - Смена логотипа и названия петербургского «СТС-6 канала» в «СТС-Петербург».

## Июль
- 1 июля 
  - Начало вещания российского музыкального молодёжного телеканала «О2ТВ».
  - Начало вещания фильмового телеканала «Русский иллюзион».

## Август
- 13 августа — Начало вещания нового боснийского телеканала «BHT 1».
- 23 августа — На REN-TV состоялась премьера комедийного телесериала «Солдаты».
- 30 августа
  - Смена оформления канала «СТС».
  - Смена оформления на канале «Россия».
  - Смена логотипа абаканского «ТВ-7».
  - Смена оформления российского телеканала «ДТВ-Viasat», появились такие заставки, где огромная копия логотипа разносит все вокруг себя.
  - Смена логотипа и названия красноярского телеканала «Прима — 11 канал» на «СТС-Прима».

## Сентябрь
- 1 сентября 
  - Смена логотипов трёх телеканалов семейства «Viasat»: «TV1000», «Viasat Nature» и «Viasat Sport».
  - Начало вещания на территории России и СНГ международного телеканала «TV1000 Action».
  - Начало вещания харьковского регионального телеканала Р1.
- 5 сентября 
  - В России был введён закон о запрете трансляции рекламы пива в утреннее и дневное время.
  - Последний день вещания украинского государственного телеканала «УТ-2».
- 6 сентября
  - Смена логотипа украинского православного телеканала «КРТ».
  - Украинский телеканал «1+1» начал самостоятельное вещание.
  - Смена оформления на «10 канале».
- 13 сентября — Российское ток-шоу «Большая стирка» переименована в «Пять вечеров».
- 17 сентября — На «Первом канале» начался пятый сезон вечернего вокально-музыкального реалити-шоу «Фабрика звёзд».
- 25 сентября — Смена логотипа на российском телеканале «ТВ-3», в течение больше месяца он стоял посередине правой стороны, в вертикальном положении, логотип напоминал светофор.
- 27 сентября — Премьера российского комедийного телесериала «Моя прекрасная няня» на телеканале «СТС».

## Октябрь
- 1 октября 
  - Новосибирский телеканал «НТН-4» сменил сетевого партнёра с «REN-TV» на «ТВ-3».
  - Новосибирский «49 канал» начал своё собственное вещание.
  - Телеканал «Столица» сменил частоту аналоговой кабельной сети с 5 ТВК на 10 ТВК.
- 9 октября — Смена оформления российского «Первого канала».
- 12 октября — Телеканал «НТВ» перешёл на круглосуточное вещание.
- 18 октября — Смена оформления канала «ТВЦ».
- 25 октября — Смена оформления на канале «Россия».

## Ноябрь
- 1 ноября 
  - Начало вещания украинского телеканала «НТН» на частоте телеканала TV-Табачук.
  - Смена логотипа на телеканале «Культура».
  - Смена логотипа американского музыкального телеканала «VH1 Classic».
- 7 ноября — Смена логотипа на «ТВ-3», он стал горизонтальным.
- 15 ноября
  - Начало вещания российского музыкального телеканала «Music Box Russia».
  - Начало вещания российского развлекательно-публицистического телеканала «Ностальгия».
- 19 ноября 
  - Смена логотипа иркутского телеканала «НТС».
  - Телеканал «ТНТ» в Туле начал официальное вещание.
- 22 ноября — Смена логотипа украинского телеканала «СТБ».

## Декабрь
- 3 декабря — Вышел первый выпуск региональной версии информационной программы «Вести-спорт»[2].
- 27 декабря — Смена оформления белорусского телеканала «ОНТ».

## Без даты
- Начало вещания международного телеканала «Viasat History».
- Смена логотипа и названия украинского телеканала «Enter» в «Enter-Music».